# The Five Keys
The Five Keys was een Amerikaanse r&b-zanggroep, die vooral populair was tijdens de jaren 1950.

## Bezetting
- Rudy West[4]
- Bernie West[5]
- Ripley Ingram[6]
- Raphael Ingram
- Maryland Pierce[7]
- Dickie Smith[8]

## Geschiedenis
De groep begon als The Sentimental Four eind jaren 1940 in Newport News. De oorspronkelijke leden waren Rudy en Bernie West en Ripley en Raphael Ingram. In 1949 verliet Raphael Ingram de groep en werd vervangen door Maryland Pierce en Dickie Smith. Van toen af aan noemden ze zich The Five Keys.
Begin jaren 1950 maakten ze een serie opnamen voor Aladdin Records en werden ze uit hedendaags oogpunt deels als eerste werkelijk moderne zanggroep gekenmerkt. In 1954 tekenden ze bij Capitol Records, waar ze Ling Ting Tong uitbrachten. Het succes van de plaat leverde hun een optreden op in de Ed Sullivan Show. In 1956 hadden ze met Out Of Sight, Out Of Mind een verdere hit. Verdere hits in 1957 waren Wisdom of a Fool en Let There Be You. Na het succes van Ling Ting Tong begon Capitol Records het zangkwartet te laten begeleiden door bigbands. In 1957 wisselde de groep naar Aladdin Records, waar ze meerdere lp's opnamen. Verdere klasseringen in de hitlijsten kwamen er niet meer.
Tot aan het overlijden van Rudy West in 1998 bestonden The Five Keys in verschillende bezettingen. In 1991 ontvingen ze de Pioneer Award van de Rhythm and Blues Foundation. In 1992 werden ze opgenomen in de Hall of Fame van de United in Group Harmony Association (UGHA) en in 2002 in de Vocal Group Hall of Fame.

## Discografie
- 1951/07: The Glory Of Love / Hucklebuck With Jim - Aladdin 3099 - R&B #1
- 1954/09: Ling, Ting, Tong / I'm Alone - Capitol 2945 - US Best Seller Charts #28, R&B #5
- 1955/01: Close Your Eyes / Doggone It, You Did It - Capitol 3032 - R&B #5
- 1955/05: The Verdict / We Make Um Pow Wow - Capitol 3127 - R&B #13
- 1955/11: Cause You're My Lover - Capitol 3267 B - R&B #12
- 1955/11: Gee Whittakers - Capitol 3267 A - R&B #14
- 1956/07: Out Of Sight, Out Of Mind / That's Right - Capitol 3502 - US Best Seller Charts #23, US Top 100 #27, R&B #12
- 1956/12: Wisdom Of A Fool / Now Don't That Prove I Love You - Capitol 3597 - US #35
- 1957/03: Let There Be You / Tiger Lilly - Capitol 3660 - US #69